# Saint-Cloud Paris Stade Français 2015-2016
Questa voce raccoglie le informazioni riguardanti il Saint-Cloud Paris Stade Français nelle competizioni ufficiali della stagione 2015-2016.

## Organigramma societario
Area direttiva
- Presidente: Zélie Amard
- Segreteria generale: Stéphane Biemel

Area organizzativa
- Tesoriere: Anne-Marie Brifaud

Area tecnica
- Allenatore: Stijn Morand

## Rosa
| N° | Nome                | Ruolo | Data di nascita  | Nazionalità sportiva |
| -- | ------------------- | ----- | ---------------- | -------------------- |
| 1  | Stefania Guaschino  | C     | 2 luglio 1994    | Italia               |
| 2  | Grace Carter        | C     | 10 agosto 1989   | Regno Unito          |
| 3  | Lisa Menet-Haure    | L     | 16 maggio 1994   | Francia              |
| 4  | Nina Coolman        | S     | 25 gennaio 1991  | Belgio               |
| 5  | Kelsie Wills        | S     | 8 gennaio 1993   | Australia            |
| 7  | Aziliz Divoux       | P     | 3 gennaio 1995   | Belgio               |
| 8  | Maud Catry          | C     | 4 settembre 1990 | Belgio               |
| 10 | Flore Gravesteijn   | S     | 26 aprile 1987   | Paesi Bassi          |
| 12 | Elsa Amintas        | S     | 23 novembre 1995 | Francia              |
| 14 | Alessia Fiesoli     | S     | 25 maggio 1994   | Italia               |
| 15 | Juliette Narbonne   | P     | 21 febbraio 1997 | Francia              |
| 17 | Alexandra Dascalu   | S/O   | 17 aprile 1991   | Francia              |
| 18 | Laurianne Delabarre | P     | 24 aprile 1987   | Francia              |